# Ponte dos Papagaios
Ponte dos Papagaios, também conhecida por Ponte de Dom Pedro, constitui um patrimônio histórico e artístico do estado do Paraná. Sua denominação principal é devido ao rio em que esta localizada: o Rio dos Papagaios.
Localizada no limite dos municípios de Palmeira e Balsa Nova, no quilômetro 50 da estrada BR-277, é uma ponte centenária, construída com pedras retiradas da região e tombada pelo Patrimônio do Paraná em 3 de setembro de 1973.

## História
Construídas entre os anos de 1876 e 1877 com autorização do imperador brasileiro D.Pedro II, foi inaugurada, oficialmente, com a presença da comitiva real em 1880.
Considerada um monumento de engenharia brasileira do século XIX, foi a primeira desse gênero na província, sendo que o seu projetista foi o capitão do exército Francisco Antônio Monteiro Tourinho, que era engenheiro militar, sob a responsabilidade do presidente (provinciano) Lamenha Lins. Sua construção era uma reivindicação do povo de Palmeira para facilitar e encurtar as viagens na antiga Estrada do Mato Grosso, única ligação entre a capital: Curitiba e os municípios situados do planalto dos Campos Gerais do Paraná.

## Arquitetura e matéria prima
Construído por imigrantes alemães, obedeceu ao projeto de Monteiro Tourinho, que determinava dois arcos em seu vão central e a matéria prima constituída, obrigatoriamente, de pedras da região dos campos gerais. Para a obtenção destas pedras, exigiu-se a não utilização de explosivos e que estas fossem talhadas à mão no formato de blocos de paralelepípedo, com arestas vivas e em faces lisas. Para a fixação destes blocos de pedras, foi utilizada argamassa.

## Ponto turístico
Com a construção da BR-277, foi erguida uma nova ponte no local e assim a Ponte dos Papagaios deixou de receber o tráfego intenso de veículo, visando a sua conservação. No local foi idealizado um recanto e local para descanso aos viajantes, constituído de piscinas naturais no Rio dos Papagaios, churrasqueiras e bosque, num total de 15 mil metros quadrados de área. O local ficou conhecido como Recanto dos Papagaios, tornando-se ponto turístico em função da construção histórica pertencente ao local.